# Малоярославецкий уезд
Малояросла́вецкий уе́зд — административно-территориальная единица в составе Московской и Калужской губерний, существовавшая в 1727—1929 годах. Уездный город — Малоярославец.

## География
Уезд располагался на северо-востоке Калужской губернии. Площадь уезда составляла в 1897 году 1 159,6 верст² (1 320 км²), в 1926 году — 2 819 км².

## История
Малоярославецкий уезд известен с допетровских времён. В 1708 году уезд был упразднён, а город Малоярославец отнесён к Московской губернии. В 1719 году при разделении губерний на провинции отнесён к Московской провинции. В 1727 году уезд в составе Московской провинции был восстановлен.
В 1776 году уезд был отнесён к Калужскому наместничеству. В 1796 году упразднён, а в 1802 восстановлен в составе Калужской губернии.
13 февраля 1924 года в состав уезда вошла территория упраздненного Боровского уезда. При этом были образованы Абрамовская (в её состав вошли Ильинская, Никольская и Серединская волости Боровского уезда), Боровская (в её состав вошли все селения  Красносельской и Кривской волостей, селения Атрепьево, Башкардово, Высоцкая Слобода, Ильино, Куприно, Митяево, Николаевка, Панфутьев Монастырь, Рябушки, Редькино, Рязанцево, Роща, Русиново, Троице-Койсягино и Федотово Рощинской волости Боровского уезда) и Балобановская (в её состав вошли все селения Добринской волости, селения Балабаново и Лапшинка Рощинской волости, селения Акатово, Александровка, Большая Головинка, Воробьи, Дроздово, Колесниково, Кочетовка, Малая Головинка, Первое Мошково, Второе Мошково, Пантеелеевка, Скуратово,Софьинка, Спас-Прогнань, Тайдашево, ТарасейковоТереховское и Фроски Спасо-Прогнанской волости, Бухоловка, Горки, Иванова Гора, Кураново, Нескучное, Никольское, Нижнее Успенское, Новопетровское, Панино, Романово, Рыжково и Тверитино Чубаровской волости Боровского уезда). В его состав вошла Тарутинская волость (к ней были присоединены селения Грачевка, Истье, Коломенка, Ореховка, Отрада, Петрищево и Терники Спасо-Прогнанской волости, селения Борисково, Инино, Круглино, Макарово, Олихово, Орехово, Сережино, Собакино, Сухоносово, Чубарово и Успенские хутора Чубаровской волости Боровского уезда) Боровского уезда.
Постановлением президиума ВЦИК от 14 января 1929 года Калужская губерния и все её уезды были ликвидированы. На территории Малоярославецкого уезда были образованы Боровский, Детчинский, Малоярославецкий и Угодско-Заводский районы Калужского округа Центрально-Промышленной области (с 3 июня 1929 года — Московской области).

## Административное деление

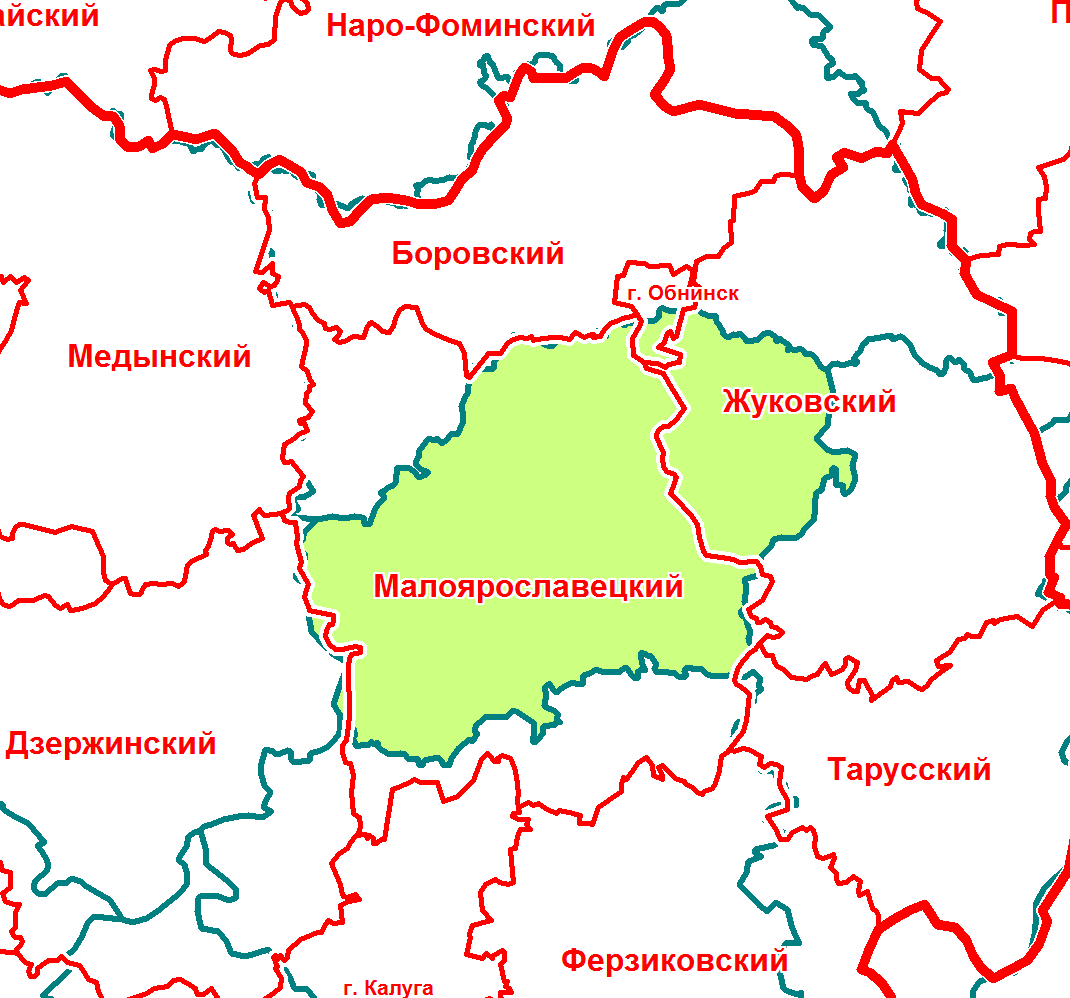
Малоярославецкий уезд в современной сетке районов

Малоярославецкий уезд в XVIII веке делился на 13 волостей и станов:
- Стан Городской
- Стан Холхольский
- Стан Михайловский
- Стан Заецковский
- Волость Угоцкая
- Волость Репинская
- Волость Гремячевская
- Стан Пыринский
- Волость Прудская
- Волость Суходровская
- Волость Городошевская
- Стан Сущевский
- Стан Товарковский

В 1890 году в состав уезда входило 8 волостей
| № п/п | Волость           | Волостное правление | Число селений | Население |
| ----- | ----------------- | ------------------- | ------------- | --------- |
| 1     | Авчининская       | д. Новая Слободка   | 30            | 6988      |
| 2     | Бабичевская       | с. Бабичево         | 39            | 6018      |
| 3     | Башмаковская      | с. Башмаково        | 24            | 5208      |
| 4     | Детчинская        | с. Детчино          | 40            | 6259      |
| 5     | Марьинская        | с. Марьино          | 38            | 6143      |
| 6     | Неделинская       | с. Недельное        | 23            | 5393      |
| 7     | Спасская          | с. Спас-Луковщина   | 37            | 6891      |
| 8     | Угодско-Заводская | с. Угодский-Завод   | 24            | 5881      |

В 1913 году в уезде было также 8 волостей:.
В 1926 году волостей стало 8:
- Абрамовская
- Балабановская
- Боровская
- Детчинская
- Малоярославецкая
- Неделинская
- Тарутинская
- Угодско-Заводская

## Население
По данным переписи 1897 года в уезде проживало 41 022 человек. В том числе русские — 99,5 %. В уездном городе Малоярославце проживало 2497 человек.
По итогам всесоюзной переписи населения 1926 года население уезда составило 101 467 человек, из них городское — 11 299 человек.
| Год  | Численность | Численность |
| ---- | ----------- | ----------- |
| 1851 | 46 751      | [ 6 ]       |
| 1857 | 44 935      | [ 7 ]       |
| 1859 | 45 962      | [ 8 ]       |
| 1870 | 48 104      | [ 9 ]       |
| 1881 | 51 200      | [ 10 ]      |
| 1897 | 41 022      |             |
| 1912 | 45 414      | [ 11 ]      |
| 1913 | 46 026      | [ 12 ]      |
| 1915 | 47 180      | [ 13 ]      |
| 1916 | 58 006      | [ 14 ]      |
| 1920 | 47 529      | [ 15 ]      |
| 1926 | 101 467     |             |

## Известные уроженцы
- Жуков, Георгий Константинович (1896—1974)
- Изве́ков, Сергей Михайлович (Патриарх Московский и всея Руси Пимен) (1910—1990) — глава Русской Православной Церкви в 1971—1990 годах.
- Каминский, Михаил Николаевич (1905—1982) — советский летчик-испытатель и полярный летчик.